# Smokowice (Legnica)
Smokowice – dzielnica Legnicy usytuowana na granicy miasta i wsi Szymanowice.

## Nazwa
Nazwa miejscowości notowana była po raz pierwszy w 1422 roku w formie Smochewicz. Ma ona charakter patronimiczny i została utworzona przez dodanie sufiksu -owice do nazwy osobowej Smok. Do języka niemieckiego została zaadaptowana w postaci Schmochwitz. Polska nazwa w formie Smokowice formalnie obowiązuje od 12 lutego 1948 roku.

## Zabytki
- Dwór w Smokowicach[potrzebny przypis]
- Most na rzece Kaczawa, wybudowany w 1898 roku[potrzebny przypis]